# Bernardo António da Costa de Sousa de Macedo
Bernardo António da Costa de Sousa de Macedo CvTE • GCC • GOA • GCA (Lisboa, Anjos, 16 de Setembro de 1863 - Lisboa, 16 de Junho de 1947) foi um militar, político, administrador colonial e juiz português.

## Família
D. Bernardo António da Costa de Sousa de Macedo era o segundo de quatro filhos varões de D. Luís António da Costa de Sousa de Macedo e Albuquerque, 5.º Visconde de Mesquitela de juro e herdade e 3.º Conde de Mesquitela, Representante do Título de Conde da Ilha da Madeira, 13.º Armador-Mor do Reino, 13.º Armeiro-Mor do Reino, 19.º Senhor da Quinta da Bacalhoa e Senhor do Morgado de Albuquerque, e de sua mulher Mariana Carolina da Mota e Silva e irmão mais velho do 1.º Conde de Estarreja.

### Casamento e descendência
Casou em Lisboa, Lapa, a 14 de Outubro de 1886 com Maria Adelaide Pinto Barbosa Cardoso (Lisboa, Santos-o-Velho, 30 de Novembro de 1865 - Lisboa, 23 de Junho de 1958), filha de Manuel José Cardoso (1823 - Lisboa, Lapa, 29 de Janeiro de 1878) e de sua mulher (Lisboa, 28 de Novembro de 1864) Adelaide Sofia Pinto Barbosa, neta paterna de José António Cardoso e de sua mulher Maria Joaquina e neta materna de José Pinto e de sua mulher Ana Maria José Barbosa, com geração, incluindo D. Luís da Costa de Sousa de Macedo e a mulher de João Vicente de Freitas Branco Sassetti.

## Biografia
Vice-Almirante, Comandante-Geral da Armada, 40.º Governador Civil do Distrito do Funchal de 21 de Fevereiro de 1901 a 13 de Junho de 1901, 45.º Governador Civil do Distrito Autónomo do Funchal de 6 de Junho de 1906 a 13 de Julho de 1907, 99.º Governador de Cabo Verde de 1907 a 1909 e Vogal do Tribunal de Contas, participou na Primeira Guerra Mundial.

### Condecorações
- Grande-Oficial da Ordem Militar de São Bento de Avis de Portugal (11 de Março de 1919)[3]
- Grã-Cruz da Ordem Militar de São Bento de Avis de Portugal (19 de Outubro de 1920)[3]
- Grã-Cruz da Ordem Militar de Nosso Senhor Jesus Cristo de Portugal (22 de Outubro de 1930)[3]

e ainda:
- Cavaleiro da Antiga e Muito Nobre Ordem Militar da Torre e Espada, do Valor, Lealdade e Mérito de Portugal[2]
- Excelentíssimo Senhor Grã-Cruz da Ordem do Mérito Civil de Espanha[2]
- Excelentíssimo Senhor Grã-Cruz da Ordem do Mérito Militar de Espanha[2]
- Grande-Oficial da Ordem da Coroa de Itália de Itália[2]
- Grande-Oficial da Ordem da Coroa da Bélgica[2]
- Comendador da Ordem Nacional da Legião de Honra de França[2]
- Senhor Comendador da Ordem do Mérito Naval de Espanha[2]
- Comendador da Ordem da Estrela Brilhante de Zanzibar de Zanzibar[2]